# Janni Bach
Janni Bach (født Nicolajsen 28. april 1966 i København) er en tidligere dansk/australsk håndboldspiller som spillede på Australiens OL-landshold ved OL 2000 i Sydney.
Bach har spillet for Roar Roskilde inden hun flyttede til Australien.